# Armand Assante
Armand Anthony Assante Jr. (n. 4 octombrie 1949, New York City, New York, SUA) este un actor american, cunoscut în România pentru rolul principal din filmul California Dreamin'.

## Filmografie

### Cinema
- 1974 The Lords of Flatbush, regia Martin Davidson și Stephen Verona
- 1975 First Ladies Diaries: Rachel Jackson (film TV)
- 1978 Paradise Alley
- 1978 Human Feelings (a.k.a. Miles the Angel)  (film TV)
- 1978 Lady of the House (film TV)
- 1978 The Pirate (film TV)
- 1979 Prophecy
- 1980 Little Darlings
- 1980 Private Benjamin
- 1980 Sophia Loren: Her Own Story (film TV)
- 1982 Love and Money
- 1982 I, the Jury
- 1983 Rage of Angels (film TV)
- 1984 Unfaithfully Yours
- 1984 Why Me? (film TV)
- 1985 Evergreen (film TV)
- 1986 A Deadly Business (film TV)
- 1986 Belizaire the Cajun, regia Glen Pitre
- 1987 Stranger in My Bed (film TV)
- 1987 Hands of a Stranger (film TV)
- 1987 Napoleon and Josephine: A Love Story (film TV)
- 1988 The Penitent
- 1988 Jack the Ripper (film TV)
- 1989 Eternity
- 1989 Passion and Paradise (film TV)
- 1989 Animal Behavior
- 1990 Q&A
- 1991 The Marrying Man
- 1991 Fever (film TV)
- 1992 The Mambo Kings
- 1992 1492 - Cucerirea paradisului (1492: Conquest of Paradise), regia Ridley Scott
- 1992 Hoffa, regia Danny DeVito
- 1993 Fatal Instinct
- 1994 Blind Justice (film TV)
- 1994 Verdict sub amenințare (Trial by Jury), regia Heywood Gould
- 1995 Judge Dredd
- 1995 Kidnapped  (film TV)
- 1996 Striptease, regia Andrew Bergman
- 1996 Gotti, regia Robert Harmon (film TV)
- 1997 The Odyssey (film TV) - Odysseus
- 1999 The Hunley (film TV)
- 2000 Drumul spre El Dorado (The Road to El Dorado) (voce) - Tzekel-Kan
- 2000 Ultimul țărm (On the Beach), regia Russell Mulcahy (film TV)
- 2000 Looking For An Echo
- 2001 Last Run
- 2001 After the Storm (film TV)
- 2001 One Eyed King
- 2002 Federal Protection
- 2002 Partners in Action
- 2003 Citizen Verdict
- 2003 Tough Luck
- 2003 Consequence
- 2005 Casanova's Last Stand
- 2005 Children of Wax (a.k.a. The Killing Grounds)
- 2005 Dot.Kill
- 2005 The Third Wish
- 2005 Mirror Wars: Reflection One
- 2005 Viața ca un pariu (Two for the Money), regia D. J. Caruso
- 2005 Confessions of a Pit Fighter
- 2006 Funny Money
- 2006 Dead Lenny
- 2006 Soul's Midnight
- 2006 Surveillance
- 2007 Mexican Sunrise
- 2007 California Dreamin', regia Cristian Nemescu
- 2007 When Nietzsche Wept
- 2007 American Gangster
- 2008 Shark Swarm  (film TV)
- 2008 La Linea
- 2008 The Man Who Came Back
- 2009 The Lost
- 2009 Smile
- 2009 The Steam Experiment (a.k.a. The Chaos Experiment)
- 2009 Chicago Overcoat
- 2009 Breaking Point (a.k.a. Order of Redemption)
- 2009 Magic Man
- 2009 The Bleeding
- 2010 Shadows in Paradise
- 2010 Killer By Nature
- 2017 Vânătorul de spirite (The Wanderers: The Quest of The Demon Hunter), regia Dragoș Buliga

### Televiziune
- How to Survive a Marriage (1974–1975)
- The Doctors (1975–1977)
- Kojak (1977) (l-a jucat pe Tom Ryan în episodul "Caper on a Quiet Street")
- Mrs. Columbo (1979)
- Jack the Ripper (1988)
- On The Beach (2000)
- Push, Nevada (2002)
- ER (2006)
- NCIS: Anchetă militară - René "La Grenouille" Benoit (2007)
- October Road (2008)
- Chuck - Alejandro Goya (2010)
- Human Target (2010)

- Salvage Marines (2022)